# La Tosca (Marfà)

La Tosca, respecte del terme de Castellcir

La Tosca és un paratge del terme municipal de Castellcir, a la comarca del Moianès. Pertany a l'enclavament de la Vall de Marfà.
Està situat a prop i al nord-est de la casa de Marfà i de l'església de Sant Pere de Marfà i al sud-oest del Salt de la Tosca i del Molí de Brotons. A la Tosca hi ha l'ermita de la Mare de Déu de la Tosca, i en el costat de ponent del lloc, hi ha el Molí de Marfà.